# دبور أملس الوجه
دبور أملس الوجه  أو الزنبور ذو الوجه الأملط أو  الدبور ذو الوجه الداكن (الاسم العلمي Dolichovespula maculata)، نوع دبابير اجتماعية من فصيلة الزنبورية، تحتوي مستعمراته من 400 إلى 700 عامل، وهي أكبر مستعمرة مسجلة في جنس زنبور صغير طويل الوجه.

## معرض صور

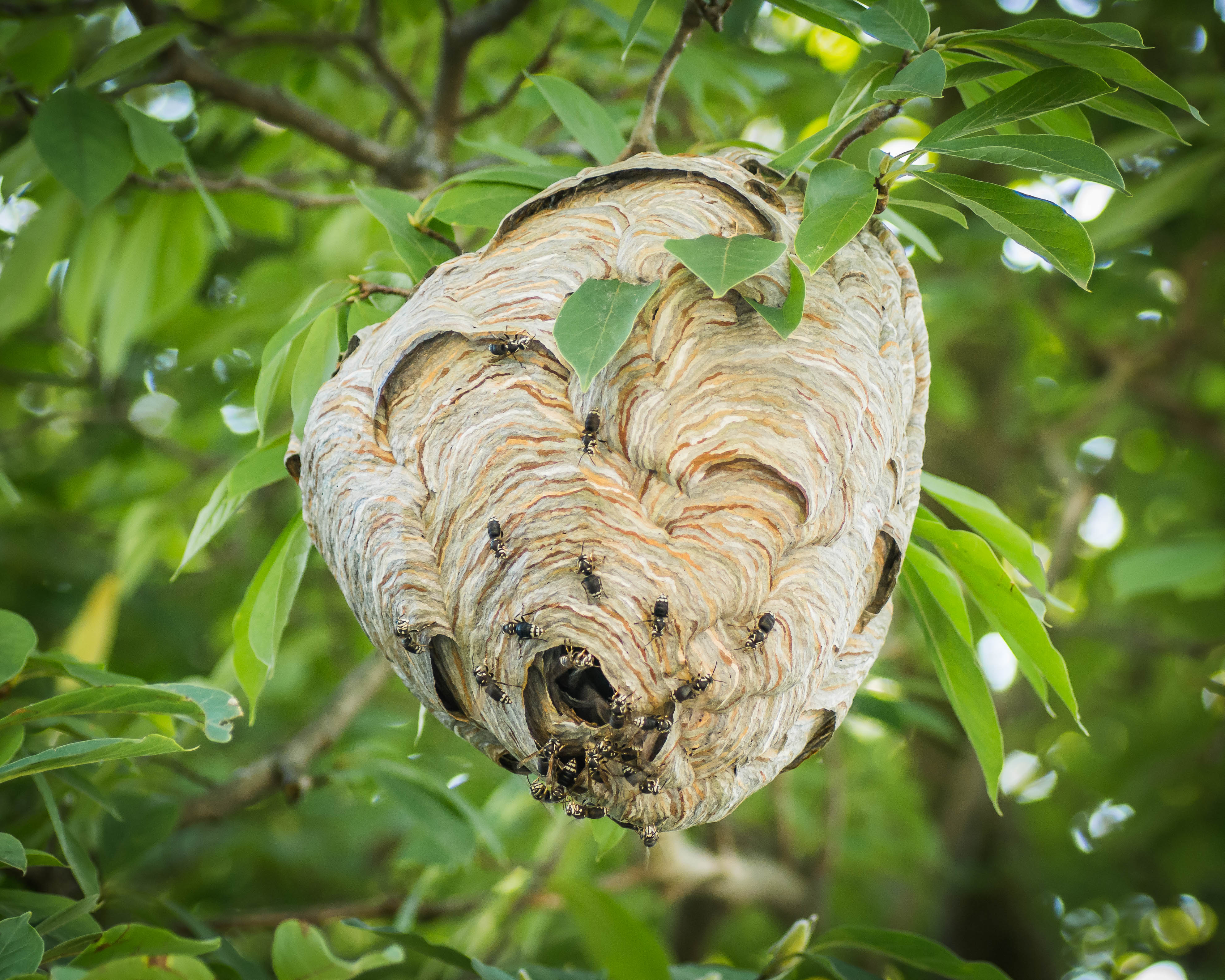
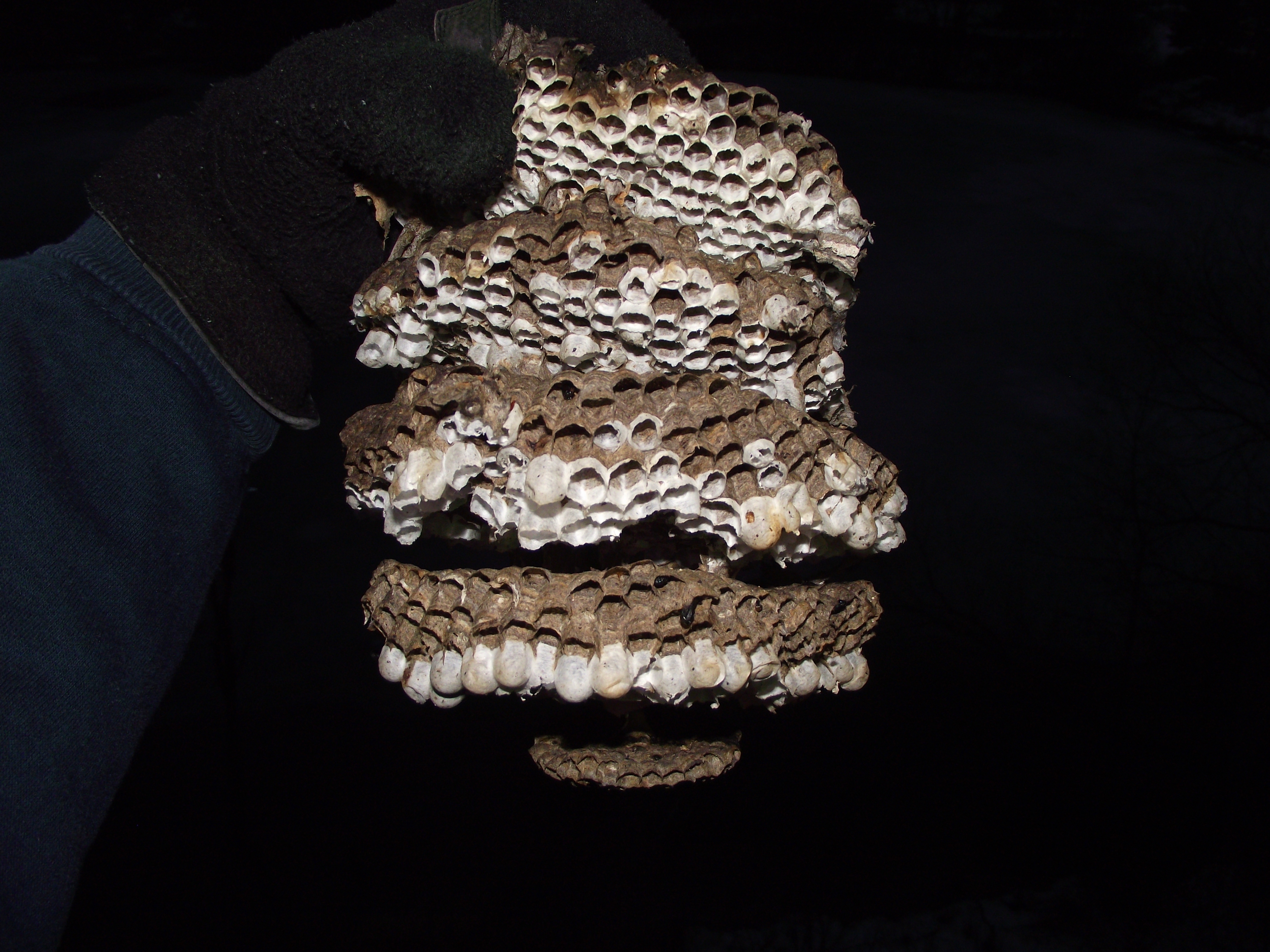
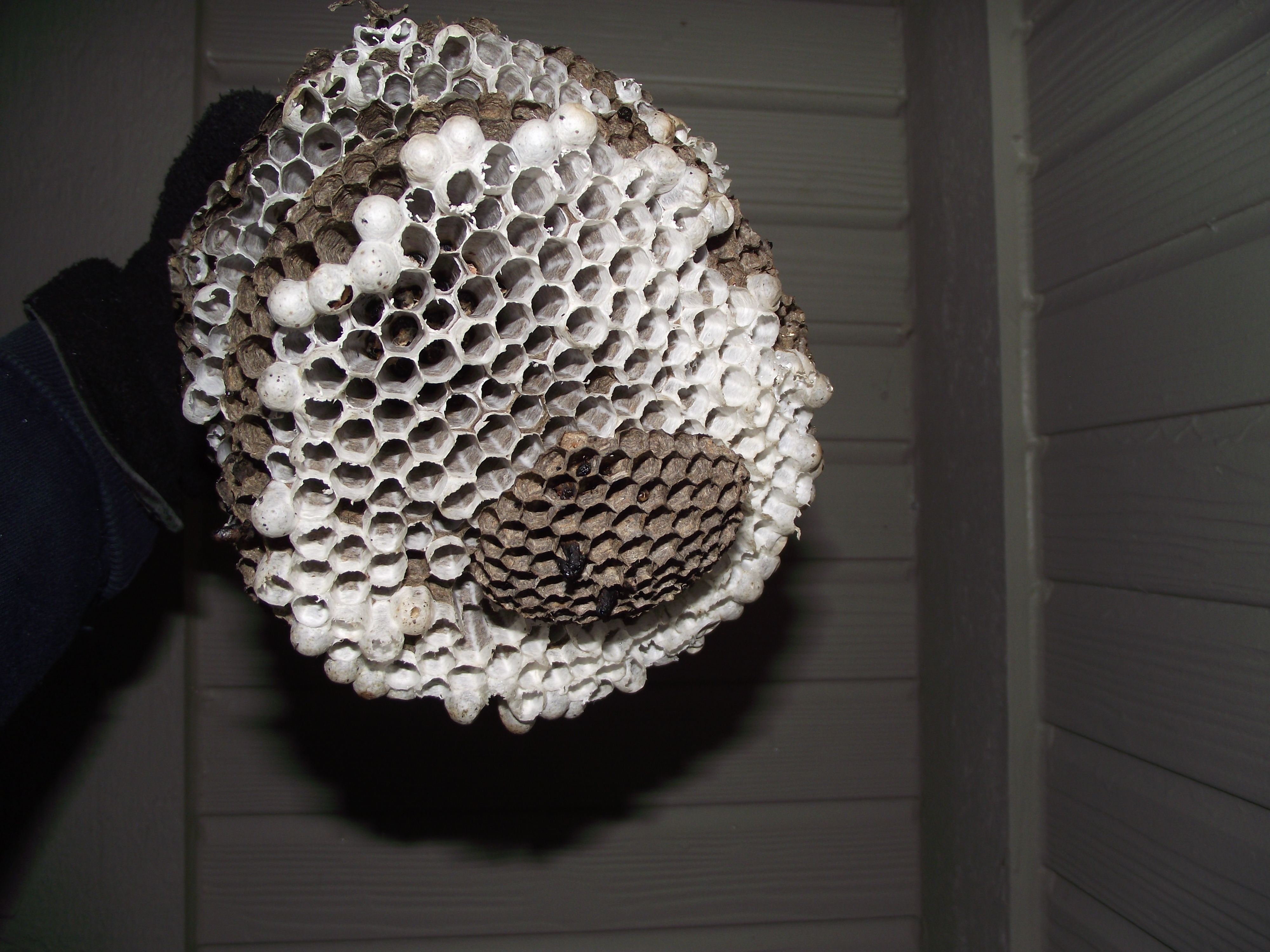